# Oliver Korittke

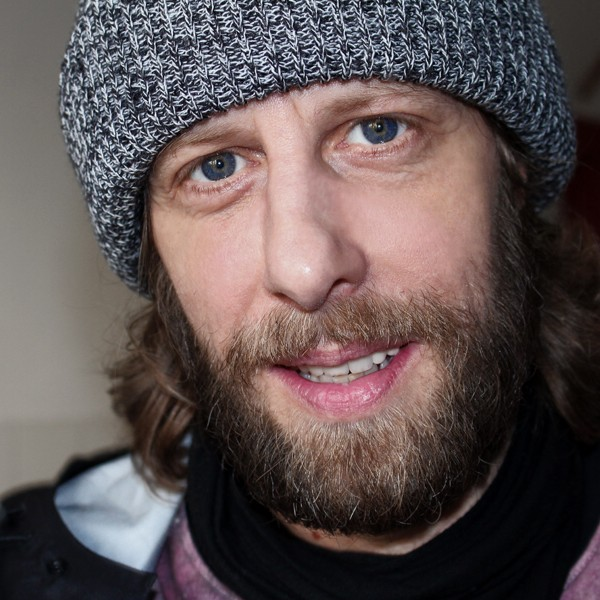
Oliver Korittke (2015)

Oliver Korittke (* 6. April 1968 in West-Berlin) ist ein deutscher Schauspieler und Fernsehmoderator. 1997 gelang ihm der Durchbruch als Oliver Dretzke in der Krimikomödie Die Musterknaben. Weitere Bekanntheit erlangte er 1999 als Gelegenheitsgauner Keek in der Filmkomödie Bang Boom Bang – Ein todsicheres Ding und der ständigen Rolle des Finanzbeamten Ekki Talkötter in der ZDF-Krimireihe Wilsberg.

## Leben
Oliver Korittke ist in Berlin-Steglitz aufgewachsen. Seit Jahren sammelt er sowohl Sneaker als auch Actionfiguren. Für die angesammelten 2.500 Paar Turnschuhe und seine große Sammlung an Vintage-Spielzeug und Actionfiguren der vergangenen 30 Jahre eröffnete er Ende 2012 als Gesellschafter in Berlin-Mitte das Museum für Urbane Pop Kultur Generation 13. Nach Schließung der ersten Location plante er mit neuer Besetzung eine Neueröffnung des Museums.
Von 2001 bis 2005 war Korittke mit seiner Schauspielkollegin Monica Nancy Wick verheiratet. In zweiter Ehe ist er mit der Schauspielerin und Künstlerin Mirijam Verena Jeremic zusammen. Aus der Verbindung entstammt eine 2016 geborene Tochter. Die Familie lebt in Berlin.

## Werdegang

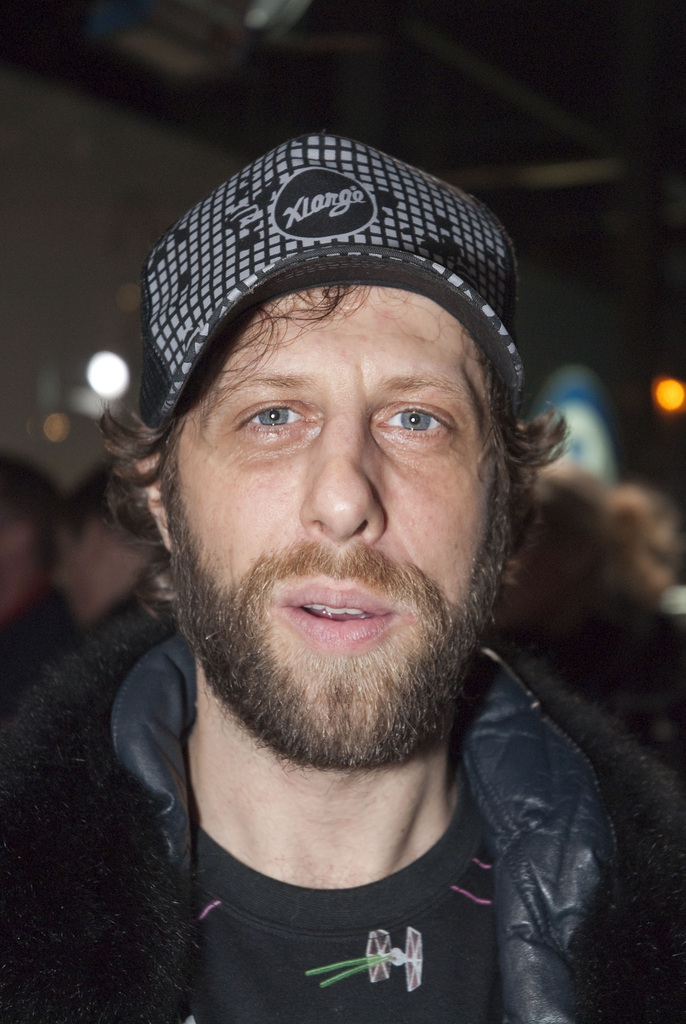
Oliver Korittke auf der Berlinale 2008

Als Vierjähriger wurde Korittke in der Kneipe seiner Eltern für die Sesamstraße entdeckt, in der er zwischen 1972 und 1974 in mehreren Episoden mitspielte. Seine erste große Rolle spielte er in der ZDF-Serie Die drei Klumberger als jüngster Sohn Axel. Danach folgten Serien wie Action Grün, Eine Klasse für sich u. a. Im Alter von 15 Jahren verließ er die Schule und jobbte. Ab 1984 nahm er Privatunterricht in der Schauspielschule von Erika Dannhoff, auf erste Engagements an kleinen Theatern folgte der endgültige Sprung zum Film.
Von 1995 bis 1996 war er in der 26-teiligen ARD-Krimiserie Zappek mit Uwe Kockisch in der Titelrolle der tollpatschige Seriensohn Claude. 1997 gelang ihm der Durchbruch mit der Krimikomödie Die Musterknaben. 1998 spielte er die Rolle des Freddy in dem Spielfilm Dunckel (Regie: Lars Kraume) und bekam daraufhin den Grimme-Preis als bester Hauptdarsteller. 1999 gewann er durch seine erste Hauptrolle auf der Kinoleinwand als Gelegenheitsgauner Keek in der Filmkomödie Bang Boom Bang – Ein todsicheres Ding von Peter Thorwarth weitere Popularität.
Seit 2005 gehört Korittke als Münsteraner Finanzbeamter Ekki Talkötter neben Leonard Lansink und Rita Russek zur Stammbesetzung der ZDF-Samstagskrimireihe Wilsberg.
Ebenfalls 2005 moderierte er die MTV-Sendung Pimp My Fahrrad als Nachfolger des Rappers Das Bo. Im Musikvideo zum 2005 erschienenen Lied Regen und Meer der Band Juli, in der die Band eine Gruppe von Geiselnehmern darstellte, spielte Korittke die Rolle des Entführten. Im 2012 erschienenen Musikvideo von Sido und B-Tight Hol doch die Polizei spielte er einen Polizisten.
Oliver Korittke wirkte auch in einigen Kinder- und Jugendproduktionen mit. Im März 2008 trat er unter anderem zusammen mit Michael Roll und Jonas Hämmerle im Film Das Morphus-Geheimnis als Darsteller auf. In diesem von Andrzej Maleszka und Karola Hattop erstellten Kinderfilm spielte Korittke den als Polizisten verkleideten Gauner Max, welcher in einem Jagdschlosshotel die durch das Musikstück Morphus eingeschläferten Hotelgäste beklaut. 2009 spielte er gemeinsam mit seinen „Wilsberg“-Spielpartnern Lansink und Russek in dem Märchenfilm Der Teufel mit den drei goldenen Haaren, der auf der gleichnamigen Vorlage der Brüder Grimm basiert, den Prinzen Willibald.

## Filmografie (Auswahl)

### Kino
- 1986: Caspar David Friedrich – Grenzen der Zeit
- 1991: Keep on Running
- 1991: Heldenfrühling
- 1995: Looosers!
- 1998: Das merkwürdige Verhalten geschlechtsreifer Großstädter zur Paarungszeit
- 1999: Bang Boom Bang – Ein todsicheres Ding
- 2000: Eine Handvoll Gras
- 2000: Sumo Bruno
- 2000: Jetzt oder nie – Zeit ist Geld
- 2001: Ein göttlicher Job
- 2001: 99 Euro Films
- 2001: Die Männer Ihrer Majestät
- 2001: Der kleine Mann
- 2002: Poppitz
- 2002: Das Jahr der ersten Küsse
- 2003: Das siebte Foto
- 2004: Meine Frau, meine Freunde und ich
- 2004: Agnes und seine Brüder
- 2004: Cowgirl
- 2005: Grenzverkehr
- 2006: Handyman
- 2006: Reine Formsache
- 2008: Buffalo Soldiers ’44 – Das Wunder von St. Anna
- 2008: Das Morphus-Geheimnis
- 2008: Evet, ich will!
- 2010: Rock It!
- 2011: Sommer in Orange
- 2012: Die Männer der Emden
- 2012: Schutzengel
- 2012: Mann tut was Mann kann
- 2013: Fünf Freunde 2
- 2014: Doktorspiele
- 2015: Da muss Mann durch
- 2015: Tod den Hippies!! Es lebe der Punk
- 2015: Alki Alki
- 2016: Wie Männer über Frauen reden
- 2016: Affenkönig
- 2017: Auf der anderen Seite ist das Gras viel grüner
- 2018: Meine teuflisch gute Freundin
- 2019: Traumfabrik
- 2019: Der Sportpenner
- 2021: Stand Up!

### Fernsehen

#### Fernsehfilme
- 1986: Ich heirate eine Familie
- 1994: Natalie – Endstation Babystrich
- 1996: Der Clown
- 1996: Rohe Ostern
- 1997: Nackt im Cabrio
- 1997: Die Musterknaben
- 1997: Tut mir leid wegen gestern
- 1998: Dunckel
- 1998: Der Kuß des Killers
- 1998: Weekend mit Leiche
- 1999: Die Musterknaben 2
- 1999: Doggy Dog – Eine total verrückte Hundeentführung
- 1999: Sara Amerika
- 1999: Südsee, eigene Insel
- 1999: Ein Mann wie eine Waffe
- 2000: Die Nacht der Engel
- 2003: Die Liebe kommt als Untermieter
- 2003: Die Musterknaben 3 – 1000 und eine Nacht
- 2003: Die Schönste aus Bitterfeld, Regie: Matthias Tiefenbacher
- 2004: Italiener und andere Süßigkeiten
- 2005: Irren ist sexy
- 2006: Der Seehund von Sanderoog
- 2007: Vater auf der Flucht
- 2009: Schatten der Gerechtigkeit
- 2009: Auf der Suche nach dem G.
- 2009: Der Teufel mit den drei goldenen Haaren
- 2010: Schurkenstück
- 2013: Das Mädchen mit den Schwefelhölzern
- 2014: Die Schlikkerfrauen
- 2015: Weihnachts-Männer
- 2017: Die Ketzerbraut
- 2017: Für Emma und ewig

#### Fernsehserien und -reihen
- 1972–1974: Sesamstraße (mehrere Folgen)
- 1976: Aktion Grün (mehrere Folgen)
- 1977: Die drei Klumberger (13 Folgen)
- 1981: Sternensommer (6 Folgen)
- 1984–1985: Eine Klasse für sich (25 Folgen)
- 1985: Die Schwarzwaldklinik (Folge Die falsche Diagnose)
- 1986: Ich heirate eine Familie (Folge Heimlichkeiten)
- 1987–1990: Wartesaal zum kleinen Glück (mehrere Folgen)
- 1988: Praxis Bülowbogen (verschiedene Rollen, 3 Folgen)
- 1989: Molle mit Korn (3 Folgen)
- 1994: Ihre Exzellenz, die Botschafterin (1 Folge)
- 1995–1996: Zappek (26 Folgen)
- 1995: Polizeiruf 110: Jutta oder Die Kinder von Damutz
- 1996: Die Drei (Folge Tödliche Affäre)
- 1996: Rosa Roth – Nirgendwohin
- 1996: Evelyn Hamanns Geschichten aus dem Leben (Folge Black is beautiful)
- 1998: Im Namen des Gesetzes (Folge Die Erpressung)
- 1998: Die Straßen von Berlin: Blutige Beute
- 1998, 2005: Wolffs Revier (verschiedene Rollen, 2 Folgen)
- 1999: Zwei Brüder: Verschleppt
- 2000: Jenny Berlin – Ende der Angst
- 2000: Polizeiruf 110: Die Macht und ihr Preis
- 2003: Was nicht passt wird passend gemacht (Folge Fight Club)
- 2004: Der Ermittler (Folge Familienglück)
- seit 2005: Wilsberg → siehe Besetzung
- 2005: Der Elefant – Mord verjährt nie (Folge Nichts als die Wahrheit)
- 2006: Ein Fall für zwei (Folge Todesangst)
- 2011: Löwenzahn (Folge Echsen – Die letzten Saurier)
- 2012: SOKO Köln (Folge Helden)
- 2013: Küstenwache (Folge Rache, kalt serviert)
- 2014: Polizeiruf 110: Eine mörderische Idee
- 2015: Katie Fforde: Zurück ans Meer
- 2018: SOKO München (Folge Die letzte Hexe)
- 2019: Letzte Spur Berlin (Folge Unmündig)
- 2023: Die drei !!!
- 2024: Die Verräter – Vertraue Niemandem! (RTL)

## Hörspiele und Hörbücher
- 2007: Astrid Lindgren: Geschichten von Karlsson. Oetinger, 2007, ISBN 978-3-7891-0342-1.
- 2010: Bundesverband Alphabetisierung und Grundbildung: Mit einem blauen Auge! (Hörspiel der Kampagne „iCHANCE“)[9]
- 2011: Bud Spencer: Mein Leben, meine Filme. Die Autobiografie. Aus dem Italienischen von Leo Schmidt. Schwarzkopf & Schwarzkopf, 2011, ISBN 978-3-86265-041-5.

## Auszeichnungen
- 1999: Baden-Badener Tage des Fernsehspiels Darstellerpreis für seine Rolle in Die Musterknaben 2
- 2000: Adolf-Grimme-Preis für seine Rolle im Film Dunckel